# كارلوس أغيري
كارلوس أغيري (10 أكتوبر 1938 في المكسيك - ) (بالإسبانية: Carlos Aguirre)‏ هو لاعب كرة طائرة المكسيك. شارك في الألعاب الأولمبية الصيفية 1968.

## وصلات خارجية
- كارلوس أغيري على موقع أوليمبيديا (الإنجليزية)